# Hiccoda nigripalpis
Hiccoda nigripalpis är en fjärilsart som beskrevs av Walker 1866. Hiccoda nigripalpis ingår i släktet Hiccoda och familjen nattflyn. Inga underarter finns listade i Catalogue of Life.